# Droga wojewódzka 981
Die Droga wojewódzka 981 (DW981) ist eine 49 Kilometer lange Droga wojewódzka (Woiwodschaftsstraße) in der Woiwodschaft Kleinpolen in Polen. Die Strecke in den Powiaten Nowosądecki und Tarnowski verbindet die Landesstraßen DK28 und DK75 mit zwei weiteren Woiwodschaftsstraßen.

## Streckenverlauf
Woiwodschaft Kleinpolen, Powiat Tarnowski
-  Zborowice (DW977)

Woiwodschaft Kleinpolen, Powiat Nowosądecki
-  Grybów (DK28)
-  Krzyżówka (DK75)
-  Krynica-Zdrój (DW602)